# 낭랑 18세 (2003년 드라마)
《낭랑 18세》는 KBS2에서 2003년 6월 24일에 방영한 드라마시티이며, 인기에 힘입어 16부작 월화 미니시리즈 《낭랑 18세》로 제작 · 방영되었다.

## 줄거리
날라리 고3생 정숙은 나이트 클럽에서 남자 화장실로 잘못 들어가 검사 혁준과 말다툼을 벌인다. 며칠 뒤 정숙은 18년 전 할아버지가 약조했던 정혼 상대자를 만나러 갔는데 그 자리에 혁준이 나와 있다. 정숙은 나이 많은 남자와 결혼하기에는 억울하다며 가출한다.

## 등장 인물

### 주요 인물
- 한혜진 : 윤정숙 역 - 날나리 여고생
- 이선균 : 권혁준 역 - 엘리트 검사
- 이순재 : 혁준의 할아버지 역
- 김형자 : 정숙의 어머니 역
- 조형기 : 정숙의 담임교사 역

### 그 외
- 이은실 : 오공주파 일원 역
- 이은주 : 오공주파 일원 역
- 유지연 : 룸싸롱 아가씨 역
- 정인지 : 서현주 역
- 권병길 : 정숙의 할아버지 역